# Camponotus medeus
Camponotus medeus é uma espécie de inseto do gênero Camponotus, pertencente à família Formicidae.